# ماسارو یوکویاما
ماسارو یوکویاما (انگلیسی: Masaru Yokoyama؛ زادهٔ ۳ نوامبر ۱۹۸۲) آهنگساز اهل ژاپن است.